# Raebareli (stad)
Raebareli (ook wel gespeld als Rae Bareli) is een stad en gemeente in de Indiase staat Uttar Pradesh. Het is de hoofdstad van het gelijknamige district Raebareli.

## Demografie
Volgens de Indiase volkstelling van 2001 wonen er 169.285 mensen in Raebareli, waarvan 53% mannelijk en 47% vrouwelijk is. De plaats heeft een alfabetiseringsgraad van 69%.